# Para no olvidar (canción)
«Para no olvidar» es una exitosa canción interpretada por la banda española de rock Los Rodríguez, que está incluida en su tercer álbum de estudio titulado Palabras más, palabras menos (1995) y lanzada en el año de 1995 como segundo sencillo por la dupla discográfica Gasa, Warner Music.

## Origen y significado
La canción fue escrita por Calamaro y Ariel Rot junto con los demás temas del album. La letra describe una reflexión de una lucha interna entre el deseo de recordar y la necesidad de olvidar, una temática universal que resuena con la experiencia humana de lidiar con el pasado. La canción también aborda la idea de que la vida es un regalo efímero que tenemos que apreciarla.

## Lista de canciones

### CD - Promo
| Para no olvidar — Single |                   |          |  |
| N.º                      | Título            | Duración |  |
| 1.                       | «Para no olvidar» | 4:21     |  |

## Posiciones en las listas
| Listas (1996)                             | Posición |
| ----------------------------------------- | -------- |
| Estados Unidos Billboard Hot Latin Tracks | 95       |

## Premios y nominaciones
| Año  | Publicación          | País          | Lista                                               | Puesto |
| ---- | -------------------- | ------------- | --------------------------------------------------- | ------ |
| 2006 | Alborde              | EUA           | 500 canciones del Rock Iberoamericano               | 143°   |
| 2009 | Rock en las Américas | Latinoamérica | Las 120 mejores canciones del rock hispanoamericano | 65°    |